# 佘智江
佘智江（しゃ ちこう、拼音: Shé Zhì jiāng）ないし佘倫凱（しゃ りんがい、拼音: Shé Lún kǎi）、タン・クリアン・カイ（Tang Kriang Kai、唐倫凱、クメール語: តាំង គ្រាង ខាយ）は、中国系カンボジア人の実業家である。亜太国際控股集団（ヤタイ・インターナショナル・ホールディング・グループ）の会長として、東南アジア人・中国人を対象とする賭博産業などに関与した。中華人民共和国にて有罪判決を受けたのち、2022年8月にタイ王国国家警察庁に逮捕されるまで、逃亡者として生活した。佘のビジネスは、人身売買・恐喝・インターネット詐欺などと関連していた。2025年1月現在、タイ国内にて拘留されている。

## 経歴

### 生い立ちと実業家としての経歴
1982年、中華人民共和国湖南省邵東県にて誕生する。1996年、14歳で家族とともに広西チワン族自治区桂林に引っ越し、その後、学校を中退した。それからは、桂林にて自転車修理業・シャンプーのセールス販売・警備員・マッサージ店経営など、およそ20の職業を転々としていた。1999年、テンセントQQに触れたことを契機として、インターネットビジネスに参入することを決意する。ゲーム会社を設立した佘は「福建のボス」と知り合い、東南アジアにてビジネスを展開した。20代のころには、フィリピンに渡った。山東煙台経済開発区裁判所は、後の裁判にて彼がフィリピンで中国人を対象とした違法なオンライン宝くじを運営し、約2.98億米ドルの利益を得たと認定している。
佘の経営する企業である亜太国際控股集団（ヤタイ・インターナショナル・ホールディング・グループ、以下単に「亜太」）は、香港で登記し、タイ王国に本社を構えていた。2014年、山東煙台経済開発区裁判所は、彼がフィリピンで違法宝くじビジネスを経営したとして、有罪判決を下した。2015年、彼はカンボジアにて、中国人の賭博者がカンボジアのカジノで用いるための掛け金を、前もって用意するビジネスをはじめた。また、フィリピンにて、マニラ最大級のスパ兼エンターテインメントセンターの所有権を取得した。2017年1月、カンボジア国籍を取得し、タン・クリアン・カイを名乗るようになった。佘がカンボジア国籍を取得した経緯は不明であるが、同国においては政府に25万ドルを寄付することにより国籍を変更できる可能性がある。
2017年12月10日、佘は海南省海口市で開催された中国僑商連合会（中国語: 中国侨商联会）第4期第8回理事会に参加し、常務副会長に選出された。一部メディアの報じるところによれば、彼は2018年11月20日におこなわれた、習近平中国共産党総書記のフィリピン訪問にあたってマニラで開催された、商工人の宴席に現れている。2019年4月16日には、四川省人民政府主催の「2019一帯一路華商サミット（中国語: 二零一九一带一路华商峰会）」に参加している。また、同年7月19日には、中国国際経済交流センター（中国語: 中国国际经济交流中心）との協力協定を締結した。2018年から2021年にかけ、彼はオンラインカジノ事業によりおよそ1億5000万人民元の利益を得ている。

### ミャンマーの開発事業
2017年9月17日、佘は中国僑商連合会会長の許栄茂とともに、ミャンマーのヤンゴンで開催された世界華商大会に出席した。同日、彼はカレン州シュエコッコにおける「亜太ニューシティ」の開発を発表した。ミャンマー投資委員会は180,000エーカー (73,000 ha)の小規模開発しか認可しなかったにもかかわらず、この都市より亜太はシュエコッコの大規模な開発をはじめた。2020年6月、ミャンマー政府はこの開発プロジェクトの違法性を捜査するための法廷を設置し、プロジェクトを中止させた。しかし、2021年ミャンマークーデターを通じてミャンマー軍が文民政府を打倒したのち、政府は激化するミャンマー内戦への対応に追われるようになったため、その間を縫うかたちで開発プロジェクトは再開した。
亜太はシュエコッコの開発が「一帯一路」の一部であることを強調しているが、2020年10月、在ミャンマー中華人民共和国大使館の大使である陳海は、このプロジェクトはいわゆる一帯一路の一部ではないことを明言した。

### 逮捕と拘留
2021年5月、国際刑事警察機構は佘に対して赤手配書を発布した。佘はタイにてビザを取り消され、2022年8月10日に入管施設に拘留された。8月13日にはタイ王国国家警察庁に引き渡され、タイ当局は彼を中国へ送還する計画を立てていた。彼は10月9日にバンコク拘置所（Bangkok Remand Prison）から移送され、2025年1月現在、タイのクロンプレム中央刑務所に収監されている。佘は刑務官に反抗したとして12月3日まで拘束されており、彼および彼の弁護士は刑務所において暴行や治療の拒否といった「非人道的な扱い」がおこなわれていると主張している。
逮捕後の佘は、自らが中国のスパイであり、仮に送還された場合には政治的理由から中国政府に殺害される可能性が高いと繰り返し主張している。2024年9月、彼は『アルジャジーラ』による取材に答え、自らは2016年のフィリピン滞在中に中国政府にリクルートされたと主張した。さらに彼は、同国タルラック州バンバン市の市長であるアリス・グオが「自分と同じく」中国のスパイであるとして、彼女に対して自らがスパイであることを明かすよう訴えた。グオは、代議院の質疑応答や元老院の公聴会において、佘との面識を否定している。